# Apaxtla de Castrejón
Apaxtla de Castrejón är en kommunhuvudort i Mexiko.   Den ligger i kommunen Apaxtla och delstaten Guerrero, i den södra delen av landet, 170 km sydväst om huvudstaden Mexico City. Apaxtla de Castrejón ligger 1 213 meter över havet och antalet invånare är 7 413.
Terrängen runt Apaxtla de Castrejón är kuperad. Runt Apaxtla de Castrejón är det glesbefolkat, med 16 invånare per kvadratkilometer. Apaxtla de Castrejón är det största samhället i trakten. I omgivningarna runt Apaxtla de Castrejón växer huvudsakligen savannskog.